# Ansambl vokalnih solista Madrigal
Ansambl vokalnih solista Madrigal je hrvatski profesionalni glazbeni ansambl iz Zagreba. Zove se po glazbenoj formi madrigalu. Ovaj ansambl je jedan od najreprezentativnijih glazbenih tijela Hrvatske. Sjedište je u Petrovogorskoj 8, Zagreb.
Osnovan je 1991. godine. Izvodi baroknu glazbu. Ima 18 članova, istaknutih mladih akademskih pjevača-solista. Većina ih je već prije napravila zapaženu samostalnu karijeru u opernoj i oratorijskoj glazbi.
Ansambl je gostovao na više od 80 samostalnih koncerata u Hrvatskoj i inozemstvu (Francuska, Italija, Slovenija, Bosna i Hercegovina, Austrija, Irska, Portugal, Finska, Egipat).
Na repertoaru izvodi djela sakralne glazbe ranog baroka, hrvatsku vokalnu glazbu, rusku duhovnu glazbu i europsku sakralnu glazbu.
Objavio je dva albuma u izdanju Croatia Recordsa: G.Allegri: "Miserere mei, Deus", G. Faure: "Pavane" i M.-A. Charpentier: "Te Deum" na albumu iz 1996. te Hrvatske božićne popjevke 1998. godine.

## Vanjske poveznice
O nama